# Maqsudkənd
Maqsudkənd è un comune dell'Azerbaigian situato nel distretto di Xaçmaz. Conta una popolazione di 628 abitanti.